# 黒川村 (熊本県)
黒川村（くろかわむら）は、熊本県阿蘇郡にあった村。

## 歴史
- 1889年（明治22年）4月1日 - 町村制の施行により、役犬原村、西町村、蔵原村、黒川村、竹原村、乙姫村が合併し成立。
- 1954年（昭和29年）4月1日 - 尾ヶ石村・永水村・内牧町・山田村と合併して阿蘇町が発足。同日黒川村廃止。